# Świętochłowice
Świętochłowice [ˌɕfʲɛntɔxwɔˈviʦɛ] anhörenⓘ (deutsch Schwientochlowitz) ist eine Stadt in der Woiwodschaft Schlesien in Polen. Mit rund 55.000 Einwohnern bildet sie einen eigenen Stadtkreis, mit Stand 2014 ist sie mit 3.886 Einwohnern/km² die am dichtesten besiedelte kreisfreie Stadt in Polen. Świętochłowice liegt am Fluss Rawa.

## Geografie

Die Stadt ist ungefähr 7 km westlich der Woiwodschaftshauptstadt Katowice zentral auf der Oberschlesischen Platte in Südpolen gelegen. Hier befindet sich auch das Oberschlesische Industrierevier mit reichhaltigen Steinkohlevorkommen. Świętochłowice nimmt eine Fläche von 13,31 km² ein, die Nord-Süd-Ausdehnung beträgt rund 6 km, die West-Ost-Ausdehnung ungefähr 3,7 km, die Stadtgrenze ist 23,22 km lang. Im Osten grenzt die Stadt an Chorzów, im Westen an Ruda Śląska und im Norden beginnt schon das Stadtgebiet von Bytom.

### Stadtgliederung
Die Stadt Świętochłowice besteht aus fünf Stadtteilen:
- Centrum; orange
- Zgoda (Eintrachthütte); braun
- Chropaczów (Schlesiengrube); blau
- Lipiny (Lipine); gelb
- Piaśniki (Piasniki); grün

## Geschichte

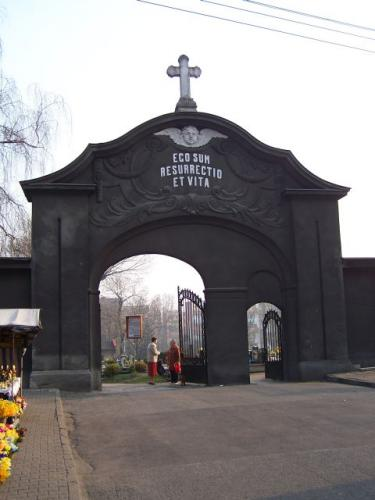
Friedhofstor

Die Geschichte von Schwientochlowitz reicht bis ins 12. Jahrhundert zurück. Zu dieser Zeit entstand die erste Ansiedlung im heutigen Stadtgebiet, daneben kam es etwas später zur Gründung eines zweiten, größeren Dorfs. Der Name der Dörfer Swentochlowicze wurde am 25. Mai 1313 erstmals erwähnt. 1332 ist von zwei Orten binum Swentochlouice die Rede – der ältere, kleinere wurde später mit dem Zusatz Klein-, der jüngere mit dem Zusatz Groß- versehen und beide existierten als getrennte Dörfer. Auch die Entwicklung der beiden Ortschaften verlief unterschiedlich, so entstand die ältere als ein ungeordnetes, kleines Haufendorf. Der größere Ort wurde planmäßig als Straßendorf angelegt, wohl unter dem Einfluss der deutschen Ostkolonisation, wobei in diese östlichsten Gebiete Schlesiens nur wenige neue Siedler kamen. Dieser Ort erhielt gegen Wende des 13. zum 14. Jahrhundert das Magdeburger Stadtrecht. Trotzdem waren alle diese Orte damals nicht mehr als kleine Dörfer mit sehr hohem slawischem Bevölkerungsanteil. So zählte man im 15. Jahrhundert in Schwientochlowitz nur zwölf Hausbesitzer. Sie gehörten außerdem bis ins 19. Jahrhundert zur Magdalenenpfarrei in Beuthen und zur dortigen Standesherrschaft.

### Industrialisierung
Erst mit dem Einsetzen der Industrialisierung begann sich Schwientochlowitz rasant zu entwickeln. 1790 wurden Nieder-, Mittel- und Ober-Schwientochlowitz endgültig in einem Ort vereinigt. 1828 erwarb Carl Lazarus Graf Henckel von Donnersmarck Schwientochlowitz für seine Familie, die über großen Industriebesitz in Oberschlesien verfügte. Früher hatte das Gut der Familie von Kamienitzky und Schwientochlowitz und zu Beginn des 19. Jahrhunderts u. a. dem Gutsbesitzer Johann Adam von Porembsky und Kornitz (1785–1857) gehört. Mit dem neuen Besitzer allerdings veränderte sich das Aussehen des Ortes grundlegend. Nun kam es zu einer schnellen Entwicklung der Industrie, vor allem des Bergbaus und des Hüttenwesens. Schwientochlowitz entwickelte sich von einer Dorfgemeinde zu einem Industrieort. Carl Lazarus kaufte bereits 1827 Mehrheitsanteile an der Grube Mathilde und errichtete 1828 die Eisenhütte Bethlen-Falva (heute Huta Florian). 1831 wurde der Steinkohleabbau mit der Grube Faust vorangetrieben. 1838 folgte die Eintrachtgrube, wo später eine Fabrik für Bergbaumaschinen und Geräte eingerichtet wurde. Das Vermögen der Donnersmarcks überließ 1848 Carl Lazarus freiwillig seinem Sohn Guido. Er war Mitbegründer der ersten oberschlesischen Aktiengesellschaft 1853, der Schlesischen Aktiengesellschaft für Bergwerke und Zinkhütten in Lipine.
Mit dem industriellen Wachstum wurden auch neuer Wohnraum und neue Institutionen nötig. In den 1880er Jahren wurde eine Schule erbaut, 1884 ein Krankenhaus, 1889–1891 folgte die Peter- und Paulskirche. Die Stadt Schwientochlowitz, aber auch ihre späteren Stadtteile entwickelten sich zu einem bedeutenden Industrieraum.

### Teil Polens, Krieg und Stätte für Lager
Nach der Volksabstimmung in Oberschlesien am 20. März 1921, bei der die Schwientochlowitzer mit 51,9 % der Stimmen für den Verbleib bei Deutschland gestimmt hatten, wurde Schwientochlowitz gemeinsam mit anderen Teilen Oberschlesiens 1922 der Zweiten Polnischen Republik zugeteilt. Die Stadt schied aus dem Landkreis Beuthen aus und wurde als Świętochłowice mit eigenem Landkreis Teil der autonomen Woiwodschaft Schlesien.
Zu dieser Zeit gehörten mit den späteren Stadtteilen Lipiny (Lipine) und Chropaczów (Schlesiengrube) 14 Gemeinden und 7 Güter dem neuen Landkreis an. 1929 kam noch der jetzige Stadtteil Zgoda (Eintrachthütte) hinzu. In der Zwischenkriegszeit wurde die industrielle Entwicklung weiter vorangetrieben und die alten Bergwerke und Hütten arbeiteten nun für den neuen polnischen Staat. Beim Überfall auf Polen 1939 wurde die Stadt von deutschen Truppen besetzt und war seitdem völkerrechtswidrig Teil des „Großdeutschen Reiches“ im Landkreis Kattowitz. Die Stadterhebung wurde zum 1. Januar 1940 beschlossen, zu der es jedoch wegen des Krieges nicht mehr kam. Teile der Bevölkerung mussten an Kriegshandlungen in ganz Europa teilnehmen und außerdem wurde hier 1943 ein Nebenlager des Konzentrationslagers Auschwitz, das KZ Eintrachthütte errichtet.

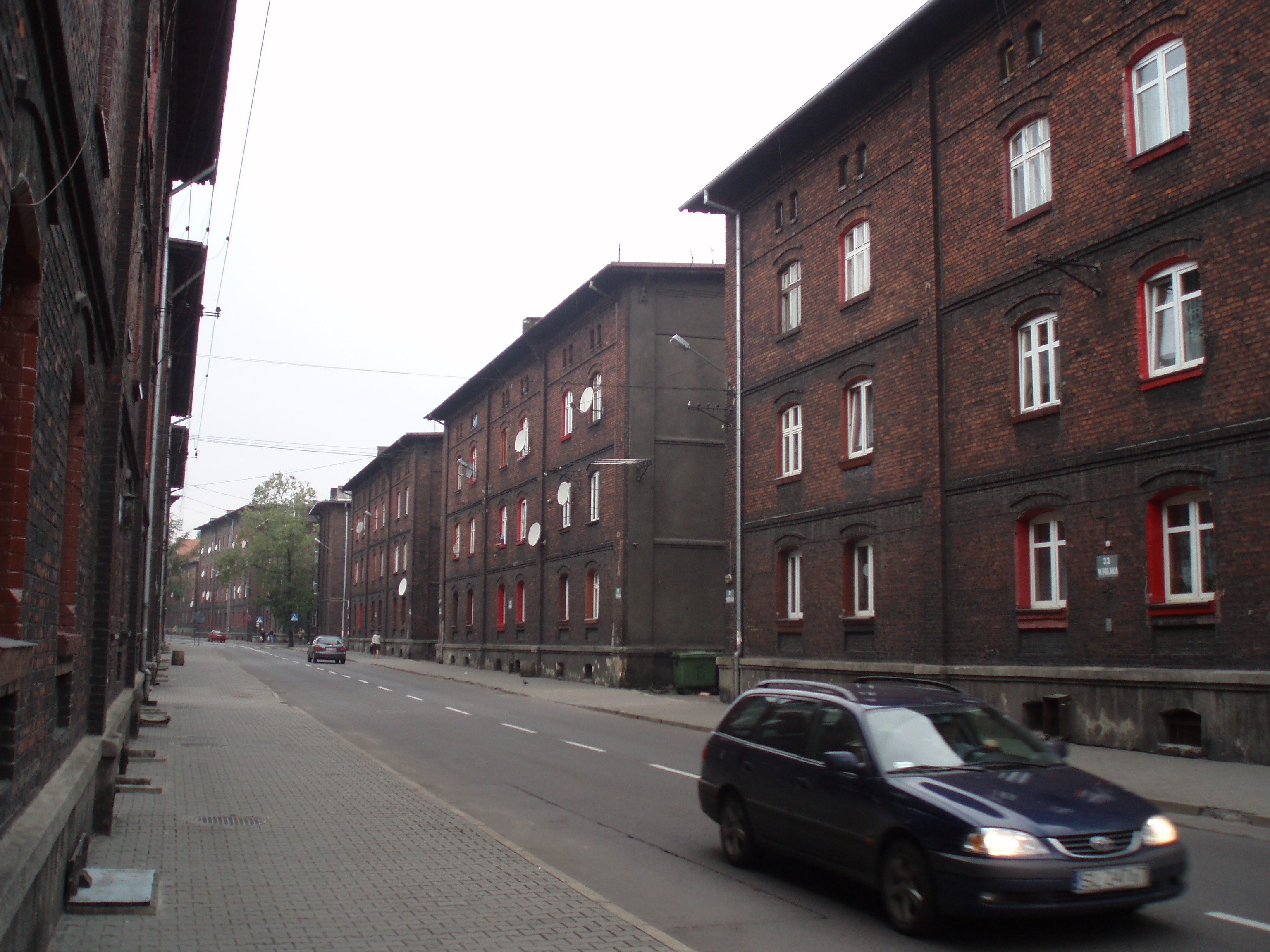
Bergarbeiterwohnhäuser

Die Stadt wurde 1945 von der Roten Armee besetzt und gehört seitdem wiederum als Świętochłowice zu Polen. Die deutsche Bevölkerung wurde vertrieben. In das Lager Zgoda wurden auch Teile der noch verbliebenen deutschen Zivilbevölkerung eingeliefert. Zahlreiche deutsche und auch polnische Oberschlesier starben in dem von der Roten Armee weiter verwendeten Arbeitslager Zgoda unter dem Kommandanten Salomon Morel.

### Nachkriegszeit und Gegenwart
Am 1. Januar 1947 wurden Świętochłowice offiziell Stadtrechte verliehen, seit dem 17. März 1951 ist es kreisfreie Stadt. Damals wurden auch die Gemeinden Lipiny und Chropaczów eingemeindet. In den folgenden Jahrzehnten besaß die Stadt 20 größere Industriebetriebe, mit drei Kohlengruben, mehreren Eisen und Zinkhütten, aber auch der Maschinenbau und die Chemieindustrie waren bedeutend. Das Stadtgebiet von Świętochłowice ist heute, an der Bevölkerung gemessen, sehr klein. Mit 4238 Einwohnern pro km² gehört die Stadt zu den am dichtesten besiedelten Städten in Polen. Zu weiteren Problemen gehört auch die hohe Arbeitslosigkeit aufgrund der Schließung zahlreicher Bergwerke und Hüttenbetriebe im Zuge des Strukturwandels: Im Jahre 2000 betrug die Arbeitslosenquote 20,9 % und stieg weiter auf 27,8 % im Februar 2004 an. Seitdem ist sie zwar auf 21,2 % gesunken (Stand: Dezember 2006), ist aber damit die höchste Arbeitslosenquote der Woiwodschaft Schlesien (Durchschnitt 12,8 %).

### Einwohnerentwicklung
Die Einwohnerzahlen der Stadt nach dem jeweiligen Gebietsstand (teilweise gerundete Zahlen):
| Jahr  | Einwohner |
| ----- | --------- |
| 1845  | 797       |
| 1855  | 2.006     |
| 1861  | 3.508     |
| 1885  | 3.818     |
| 1905¹ | 14.612    |
| 1910² | 16.167    |

| Jahr | Einwohner |
| ---- | --------- |
| 1939 | 57.000    |
| 1973 | 58.600    |
| 1984 | 61.000    |
| 1995 | 59.600    |
| 2000 | 56.852    |
| 2005 | 55.327    |

¹ Gutsbezirk Schwientochlowitz: 6.701 Einwohner
² Gutsbezirk Schwientochlowitz: 7.473 Einwohner

## Politik

### Stadtpräsident
An der Spitze der Stadtverwaltung steht der Stadtpräsident. Seit 2010 war dies Dawid Kostempski der damals für das Wahlkomitee „Zusammen für Świętochłowice“ antrat und 2018 durch Daniel Beger abgelöst wurde. Die turnusmäßige Wahl im April 2024 führte zu folgenden Ergebnis:
- Daniel Beger (Wahlkomitees „Daniel Beger“ und „Freundeskreis Świętochłowice“) 44,9 % der Stimmen
- Bartosc Karcz (Koalicja Obywatelska) 21,1 % der Stimmen
- Sonja Kwaśny (Wahlkomitee der „Bewegung Schlesisch-Świętochłowice“) 15,1 % der Stimmen
- Dawid Kostempski (Wahlkomitee „Öffnen Sie Świętochłowice mit Dawid Kostempski“) 13,0 % der Stimmen
- Janina Zięba (Prawo i Sprawiedliwość) 5,9 % der Stimmen

In der daraufhin notwendigen Stichwahl setzte sich Amtsinhaber Daniel Beger mit 61,2 % der Stimmen gegen den KO-Kandidaten Karcz durch und wurde für eine weitere Amtszeit gewählt.
Die turnusmäßige Wahl im Oktober 2018 führte zu folgenden Ergebnis:
- Dawid Kostempski (Wahlkomitee „Zusammen für Świętochłowice“) 41,7 % der Stimmen
- Daniel Beger (Wahlkomitee „Freundeskreis Świętochłowice“) 31,2 % der Stimmen
- Sonja Kwaśny (Wahlkomitee der „Bewegung Schlesisch-Świętochłowice“) 27,1 % der Stimmen

In der daraufhin notwendigen Stichwahl setzte sich mit Daniel Beger der Zweitplatzierte des ersten Wahlgangs knapp mit 50,4 % der Stimmen gegen den Amtsinhaber Kostempski durch und wurde neuer Stadtpräsident.

### Stadtrat
Der Stadtrat umfasst 21 Mitglieder, die direkt gewählt werden. Die Wahl im Oktober 2018 führte zu folgendem Ergebnis:
- Koalicja Obywatelska (KO) 23,6 % der Stimmen, 7 Sitze
- Wahlkomitee Daniel Beger 20,1 % der Stimmen, 5 Sitze
- Prawo i Sprawiedliwość (PiS) 14,3 % der Stimmen, 3 Sitze
- Wahlkomitee „Freundeskreis Świętochłowice“ 13,5 % der Stimmen, 3 Sitze
- Wahlkomitee der „Bewegung Schlesisch-Świętochłowice“ 12,1 % der Stimmen, 2 Sitze
- Wahlkomitee „Zusammen für Świętochłowice“ 10,2 % der Stimmen, 1 Sitz
- Wahlkomitee „Öffnen Sie Świętochłowice mit Dawid Kostempski“ 6,3 % der Stimmen, kein Sitz

Die Wahl im Oktober 2018 führte zu folgendem Ergebnis:
- Wahlkomitee „Zusammen für Świętochłowice“ 29,7 % der Stimmen, 8 Sitze
- Wahlkomitee der „Bewegung Schlesisch-Świętochłowice“ 25,7 % der Stimmen, 5 Sitze
- Koalicja Obywatelska (KO) 23,8 % der Stimmen, 5 Sitze
- Wahlkomitee „Freundeskreis Świętochłowice“ 17,0 % der Stimmen, 3 Sitze
- Prawo i Sprawiedliwość (PiS) 3,8 % der Stimmen, kein Sitz

### Wappen
Seit dem 19. Jahrhundert wurde von der Gemeinde Schwientochlowitz ein Wappen genutzt, das den heiligen Antonius mit dem Jesuskind und einer Lilie in der Rechten zeigte. Nachdem 1922 Teile Oberschlesiens an Polen gefallen waren, wurde der Landkreis Świętochłowice gebildet, der einen Teil dieses Gebiets aufnahm. Der Kreis, der bis 1939 bestand, erhielt ein neues Wappen.
Das Wappen ist senkrecht gespalten und zeigt im linken Feld einen halben gelben Adler auf blauem Grund. Der Adler verkörpert als Wappentier Oberschlesiens die jahrhundertelange Verbundenheit der Stadt mit Oberschlesien. Das rechte Feld besteht aus einem halben, weißen Kreuz auf rotem Grund. Die vom Kreuz eingerahmten beiden Felder sind wiederum geteilt, es befinden sich im oberen Feld goldene, gekreuzte Schlägel und Eisen, diese Bergmannsutensilien deuten auf die Bedeutung des Bergbaus in dieser Region hin. In gleichen Farben präsentiert sich das Zahnrad im unteren Feld und weist auf die industrielle Entwicklung der Stadt im 19. Jahrhundert hin.
1951 wurden die Ortschaften Chropaczów und Lipiny eingemeindet und von der kommunistischen Verwaltung das bis dahin gültige Wappen durch das ehemalige Kreiswappen (ohne Kreuz) ersetzt. Somit wurde die industrielle Bedeutung der Stadt angezeigt und mit dem Heiligen und dem Kreuz christliche Elemente aus dem Wappen entfernt. Am 30. August 1995 nahm der Stadtrat dieses Wappen offiziell als Stadtwappen an.

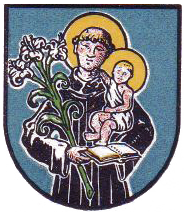
Altes Wappen
Wappen seit 1995
Stadtfahne

### Städtepartnerschaften
Die Stadt Świętochłowice unterhält zurzeit Partnerschaften mit fünf deutlich kleineren Orten:
- Heiloo, Niederlande, seit 1993
- Nový Jičín, Tschechien
- Laa an der Thaya, Österreich, seit 1999
- Tiszaújváros, Ungarn, seit 2004
- Rimavská Sobota, Slowakei, seit 2005

## Verkehr
Der Haltepunkt und ehemalige Bahnhof Świętochłowice liegt an der Bahnstrecke Katowice–Legnica. Im ÖPNV besteht eine Anbindung an das Netz der Oberschlesischen Straßenbahnen.

## Persönlichkeiten

### Söhne und Töchter der Stadt
- Max Cassirer (1857–1943), deutscher Lokalpolitiker, Unternehmer und NS-Opfer
- Teodor Kubina (1880–1951), erster Bischof von Częstochowa (Tschenstochau)
- Carl-Hermann Müller-Graaf (1903–1963), deutscher Diplomat
- Hubert Gad (1914–1939), polnischer Fußballspieler
- Werner Dettloff (1919–2016), deutscher katholischer Theologe
- Heinz Lechmann (1920–2007), deutscher Politiker (CSU)
- Alfred G. Świerk (1931–2022), Buchwissenschaftler
- Józef Stompel (* 1933), Pianist und Musikpädagoge
- Joachim Adamietz (1934–1996), deutscher Altphilologe
- Roman Lentner (1937–2023), Fußballspieler
- Krzysztof Zaleski (1948–2008), Theaterregisseur und Schauspieler
- Barbara Wysoczańska (* 1949), Florettfechterin
- Peter Bond (* 1952 als Peter Kielbassa), deutscher Schauspieler und Fernsehmoderator
- Krzysztof Hanke (* 1957), Schauspieler
- Bogdan Musiol (* 1957), deutscher Bobfahrer
- Damian Halata (* 1962), deutscher Fußballspieler
- Błażej Koniusz (* 1988), polnischer Tennisspieler
- Jan Ciepiela (* 1989), polnischer Sprinter